# Javaner

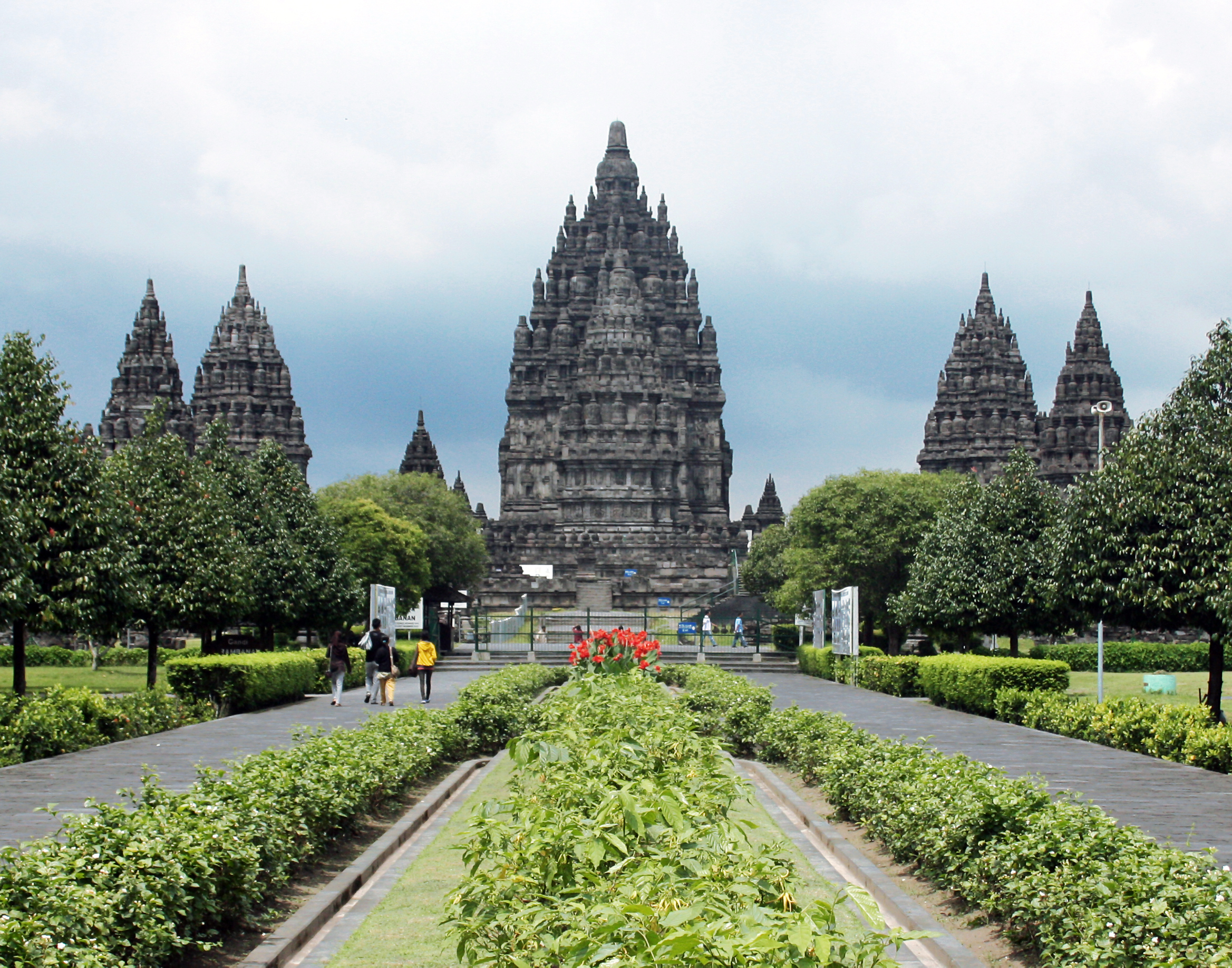
Tempelanlage in Prambanan, erbaut um 850

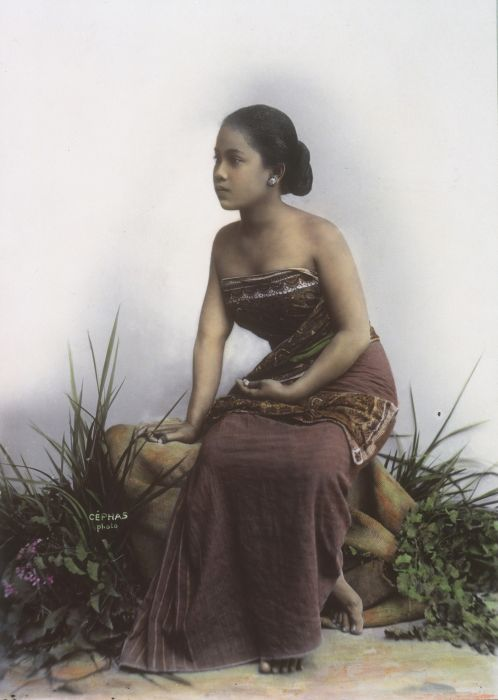
Javanerin um 1900

Javaner, javanisch Wong Jawa, sind eine Ethnie auf der indonesischen Insel Java, die hauptsächlich auf Mittel- und Ostjava lebt und Javanisch (basa jawa) spricht. Umgangssprachlich werden fälschlich alle Bewohner der Insel als Javaner bezeichnet. Die Bewohner von Westjava (Sunda), die Sundanesisch (bahasa sunda, basa sunda) sprechen, nennen sich Sundanesen.
Im Zuge der Politik der Transmigrasi sind viele Javaner in andere weniger dicht besiedelte Landesteile Indonesiens ausgewandert, was nicht selten Konflikte mit der dort ansässigen Bevölkerung nach sich zog.
Die Javaner nahmen im Laufe von 1000 Jahren mehrere Religionen an, zunächst den Buddhismus und bis zum 16. Jahrhundert den Hinduismus. Vielerorts vermischten sie sich teilweise mit älteren javanischen Glaubensvorstellungen. Durch indische und arabische Händler begann im 16. Jahrhundert die Konversion zum Islam, dem heute die große Mehrheit der Javaner angehört. Traditionell praktiziert ein Teil von ihnen eine Form des Islams (Abangan), die stark von alten javanischen Glaubensvorstellungen durchdrungen ist. Daneben bestehen sehr kleine Minderheiten aus Christen und Buddhisten.